# النجمة الحمراء (نظام تشغيل)
نظام تشغيل النجمة الحمراء أو پولغن بيول (بالكورية الشمالية: 붉은별) هي توزيعة لينكس كورية شمالية من تطوير مركز كوريا للحواسيب، بدأ تطوير تلك التوزيعة في عام 1998. قبل إصدار التوزيعة، كان الكوريون يستخدمون ريد هات لينكس وويندوز اكس بى على حواسيبهم.
تم إصدار النسخة 3.0 في صيف عام 2013، على الرغم من ذلك، ظل الإصدار 1.0 هو الأوسع استخدامًا في كوريا الشمالية، النظام متوفر باللغة الكورية فقط، تمت عملية توطينه بحيث يتناسب مع الفروقات الموجودة بين لهجة كوريا الجنوبية ولهجة كوريا الشمالية.

## مواصفات
يأتي نظام تشغيل النجمة الحمراء مع متصفح موزيلا فايرفوكس معدل اسمه ناينارا («بلادى» بالكورية)، الذي يستخدم في تصفح بوابة ناينارا الاليكترونية في الويب الخاص بكوريا الشمالية المسمى بـكوانغميونغ.
يأتى ناينارا بمحركى بحث. يحتوي أيضا على محرر نصوص، عميل بريد اليكترونى، بعض ألعاب الفيديو المدمجة وحزمة برامج مكتبية. في الإصدار 3.0، كما في سابقيه، أصبح داعما لواين; البرنامج الذي يدعم تشغيل برمجيات ويندوز علي لينكس.
نظام تشغيل النجمة الحمراء الإصدار 3.0، علي عكس سابقيه، يستخدم واجهة سطح المكتب كدي 3. ومع ذلك، يشبه الإصدار 3.0 كثيرا واجهة نظام تشغيل ماك او اس الخاص بأبل. بينما النسخ السابقة كانت تشبه في واجهتها واجهة ويندوز اكس بي; شوهد الزعيم الكوري الشمالي الحالي كيم جونغ اون يجلس علي مكتبه وبجواره آي ماك في صورة التقطت عام 2013، مما يدعم احتمالية إعادة تصميم الواجهة لكي تتناسب مع تفضيلات الزعيم الكوري الشمالي.

## اهتمام وسائل الإعلام

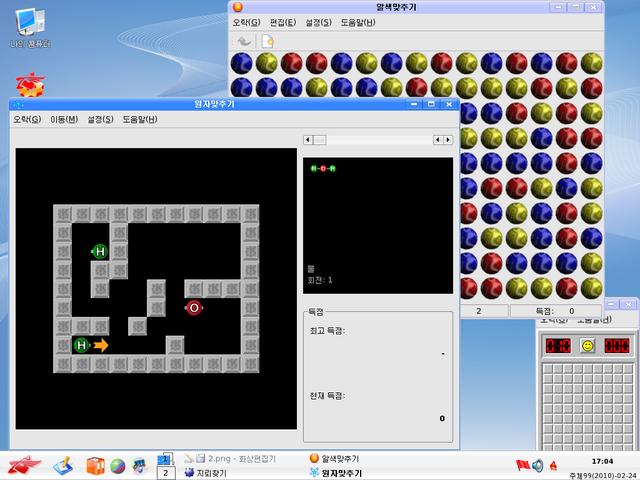
ألعاب فيديو مدمجة في نظام تشغيل النجمة الحمراء الاصدار 2.0

أدي اهتمام وسائل الإعلام العالمية والإقليمية بنظام تشغيل النجمة الحمراء إلى استضافة الصحيفة يابانية المنشأ المهتمة بشؤون كوريا الشمالية شوسون سينبو إثنين من مبرمجين نظام تشغيل النجمة الحمراء في يونيو 2006. في فبراير 2010، اشتري طالب روسي بجامعة كيم إل سونج بالعاصمة الكورية الشمالية بيونج يانج نسخة من نظام التشغيل ونشر معلومات عنه علي حساب لايف جورنال الخاص به؛ قامت محطة التلفاز الروسية روسيا اليوم بترجمة المنشور الخاص بالطالب الي اللغة الانجليزية. مدونات التقنية الناطقة بالإنجليزية بما فيهم مدونة انجادجيت واو اس نيوز وأيضا وكالة الانباء الكورية الجنوبية يونهاب كانت قد أعادت نشر المحتوى الذي كان في المنشور. في أواخر العام 2013، ويل سكوت، الرجل الذي زار جامعة بيونج يانج للعلوم والتكنولوجيا، كان قد اشترى نسخة من الإصدار الثالت لنظام التشغيل من أحد البائعين في جنوب بيونج يانج، ثم قام برفع لقطات مصورة للشاشة لنظام التشغيل.
في 2015، اثنين من الباحثين الألمان قد تحدثوا في مؤتمر كايوس للاتصال. عن آلية عمل نظام التشغيل الداخلية. قالوا أن الحكومة الكورية الشمالية تسعي الي تتبع حركة السوق السوداء الخاصة بالأفلام، الأغاني، الكتب والمقتنيات الإلكترونية الأجنبية المتداولة عبر الحواسيب، مما جعل النظام يضع علامة مائية علي أي ملف موجود علي ذاكرة تخزين محمولة تم توصيلها بالحاسوب.

## تاريخ

### الإصدار 1.0

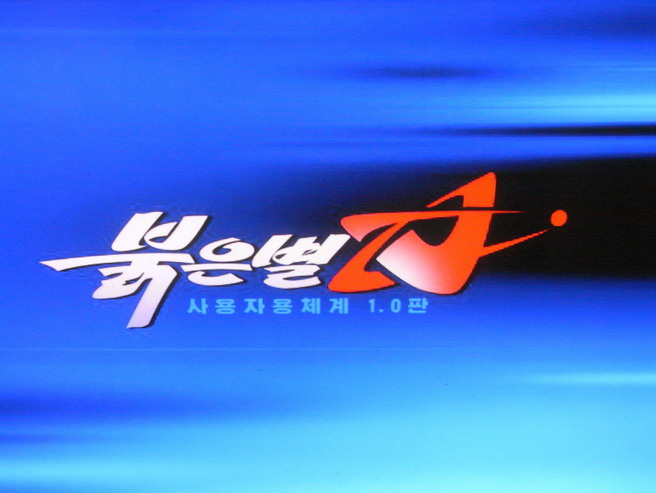
شاشة الإقلاع في نظام تشغيل النجمة الحمراء الإصدار 1.0

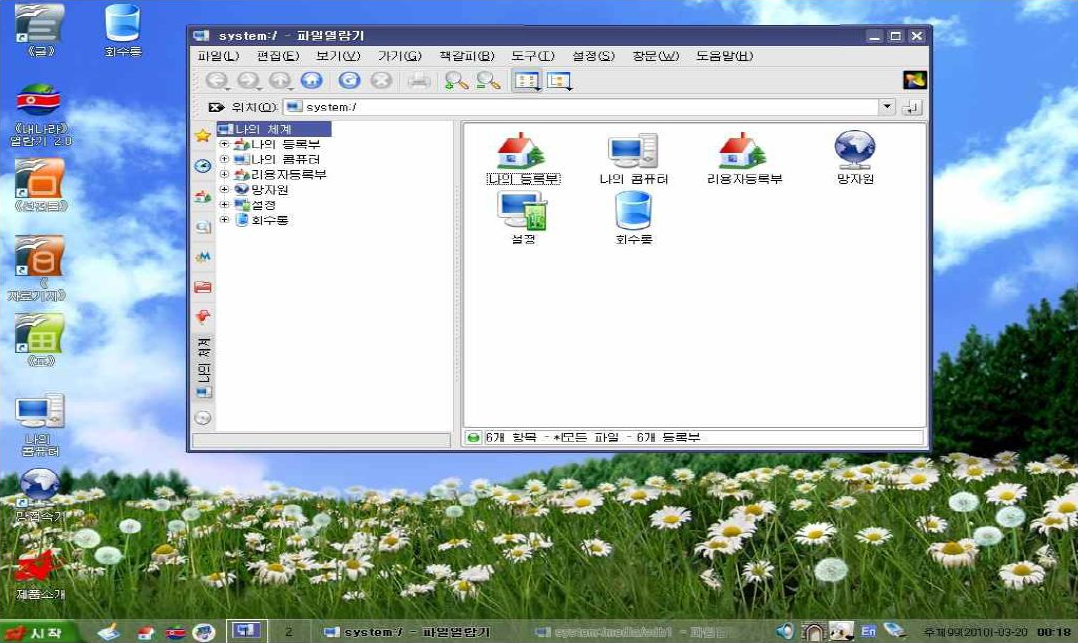
سطح المكتب الخاص بنظام تشغيل النجمة الحمراء الإصدار 1.0 ومدير الملفات التقليدي الخاص به

ظهر الإصدار الأول لأول مرة في 2008، كان شبيه بشكل كبير مع ويندوز اكس بي.
قدم لنا أيضا متصفح ويب يطلق عليه ناينارا، الذي كان مبنيًا علي فايرفوكس، وحزمة برمجيات مكتبية مبنية علي اوبن اوفيس تسمي "Uri 2.0". كان يوجد برنامج واين أيضا.
حتي الآن، لا يوجد نسخ مسربة لنظام التشغيل علي الإنترنت. لقطات الشاشة المنشورة قد تم نشرها بواسطة وكالة الانباء المركزية الكورية رسميًا، وتم الكشف عنها بواسطة مواقع اخبارية كورية جنوبية.

### الإصدار 2.0
تطوير الإصدار الثاني من التوزيعة كان قد بدأ في مارس 2008، وانتهى تطويره في 3 يونيو 2009، كالإصدار السابق، كانت واجهته تشبه واجهة ويندوز اكس بي أيضا، بلغ سعره 2000 وون (حوالي 15 دولار امريكي تقريبا).
متصفح ويب «ناينارا» كان أيضا موجودًا بذلك الإصدار، أصدر المتصفح في 6 أغسطس 2009 كجزء من نظام التشغيل، وكان يبلغ سعره 4000 وون (28 دولار امريكي تقريبا).
نظام تشغيل النجمة الحمراء يستخدم تنسيقًا مختلفًا بشكل كبير عن تنسيق لوحة المفاتيح الكورية الجنوبية.

### الإصدار 3.0
تم إصدار الإصدار 3.0 وهو الإصدار الثالث من النظام في 15 أبريل 2012، وكانت واجهته -علي عكس سابقيه- شبيهة للغاية لواجهة نظام التشغيل ماك او اس.[بحاجة لمصدر] تلك النسخة تدعم عناوين بروتوكول الإنترنت وبروتوكول الإنترنت.
يأتي ذلك الإصدار من نظام التشغيل مع تطبيقات مثبتة مسبقا علي نظام التشغيل التي تعرض مستخدميها، إذا حاول أحد المستخدمين إطفاء أو تعطيل البرمجيات الأمنية الخاصة بنظام التشغيل; سيبدأ نظام التشغيل علي الارجح باعادة تشغيل نفسه بطريقة مستمرة الي ما لا نهاية أو تدمير نفسه. بالإضافة الي أداة لعمل العلامات المائية المدمجة مسبقًا مع نظام التشغيل، ووظيفتها هي وضع علامات مائية علي أي ملفات وسائط بالرقم السري الخاص بذاكرة الحاسوب. مما يجعل وجود القابلية للمسؤولين الكوريين في تتبع إنتشار الملفات ممكنا. بالإضافة لوجود مضاد فيروسات مخفي في النظام لديه القابلية في مسح الملفات الخاضعة للرقابة الذي تم تخزينها عن بعد من قبل وزارة الأمن الداخلي الكورية. توجد مجموعة من المستخدمين تسمي «adminstrator» في النظام. المستخدمين ليس لديهم صلاحيات الروت بشكل تلقائي، لكن يمكنهم تفعيل صلاحياتهم عن طريق تشغيل أداة معدة مسبقا اسمها "rootsetting". ومع ذلك، القيود الموضوعة علي ملفات النواة لا تسمح للمستخدمين الخارقين أنفسهم بالوصول الي ملفات محددة، وللتأكد من عدم الوصول الي تلك الملفات، يقوم نظام مخصص للفحص الشامل بعمل فحوصات اثناء الإقلاع للتأكد من عدم وجود ملفات تم التعديل عليها.
يأتي نظام تشغيل النجمة الحمراء 3.0 مع نسخة معدلة من حزمة البرمجيات المكتبية اوبن اوفيس تسمي ب«سوجوانج اوفيس»

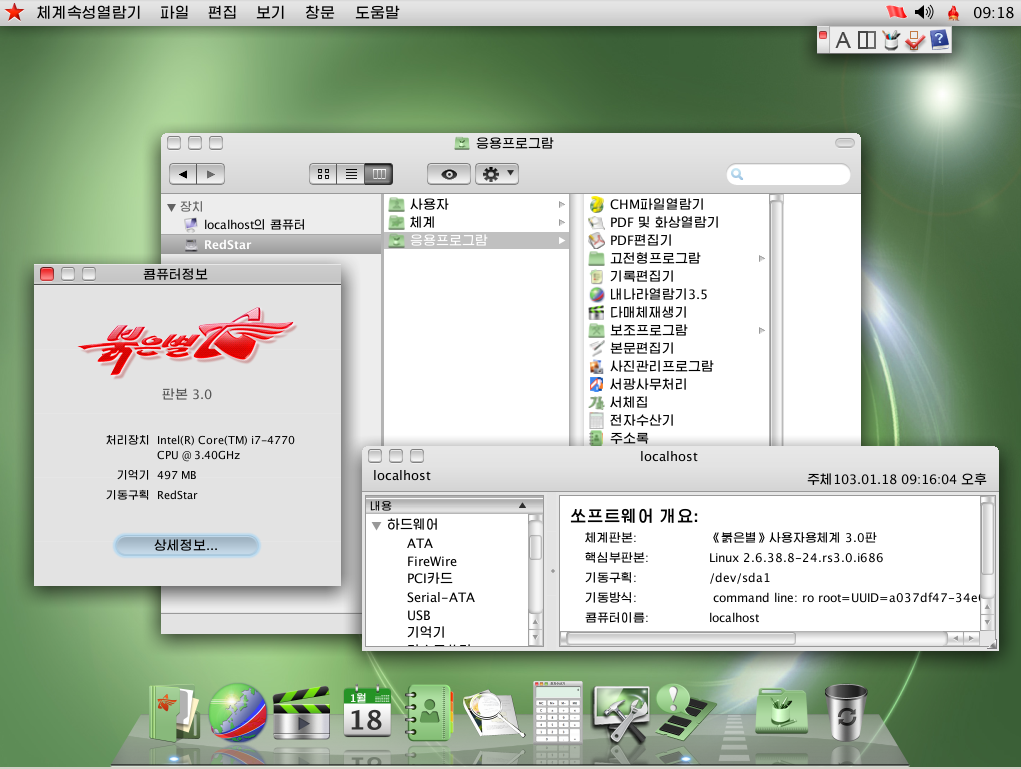
نظام تشغيل النجمة الحمراء 3.0

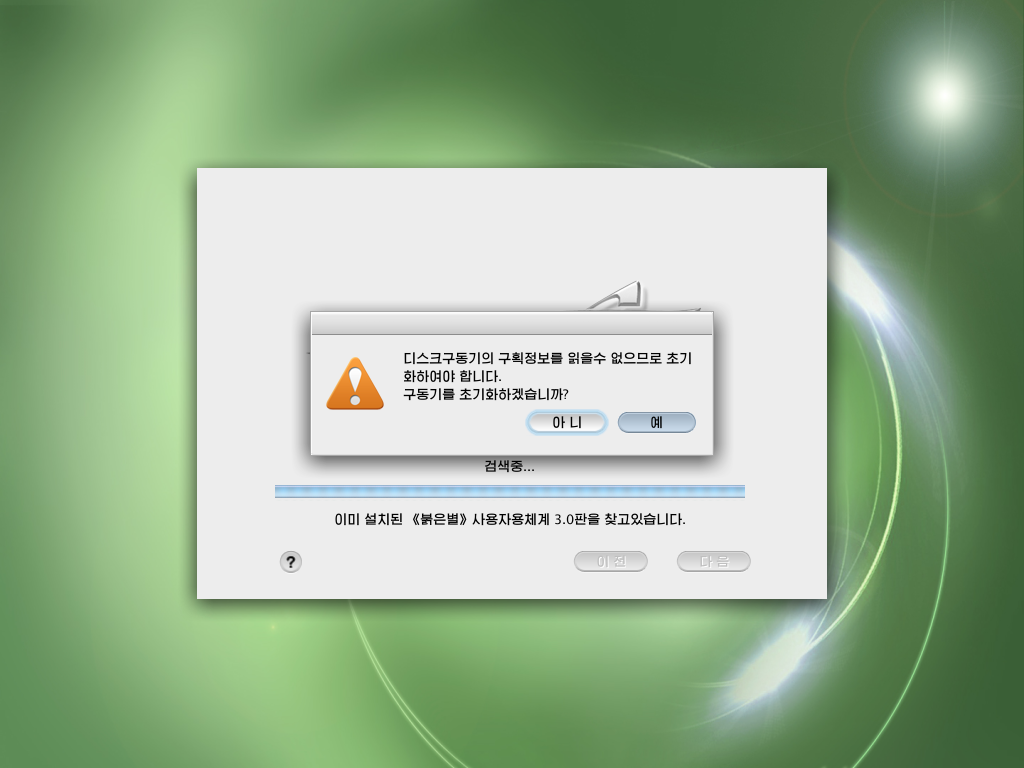
لقطة شاشة من نظام تشغيل النجمة الحمراء 3.0 أثناء عملية التثبيت، تظهر اللقطة خطأ في التثبيت

### الإصدار 4.0
لا يوجد معلومات كثيرة متوفرة حول هذا الإصدار.
في اواخر العام 2017، أصبح لدينا علما بأن الإصدار 4.0 قد تم اصداره واختباره ميدانيا. العديد من الخوادم التي تستخدم الإصدار 4.0 قد ظهرت ويتم استخدامها حاليا علي موقع الخطوط الجوية الكورية الشمالية، موقع إذاعة الراديو الدولية التابعة لكوريا «صوت كوريا» وعلي موقع ذا بيونج يانج تايمز الإخباري تبعا لبيانات رأس عنوان الHTTP الخاص بتلك المواقع.
حسب ذا بيونج يانج تايمز، فقد انتهي العمل علي تطوير نسخة رسمية من هذا الإصدار في يناير 2019، مع دعم كامل للولوج الي الإنترنت كأي نظام اخر مع إضافة أداة لإدارة الخدمات الخاصة بالنظام.

## الثغرات الأمنية
في 2016، وجدت شركة أمنية تسمي Hackerhouse ثغرة امنية بالمتصفح الخاص بالنظام «ناينارا» تسمح بتشغيل أوامر برمجية بمجرد الضغط علي أحد الروابط الملغومة. هذا قد يكون بسبب خطأ برمجي في معالجة الURLs يسمح بتنفيذ دالة مثل برنامج النتيجة بدون وجود وسيط يقوم بحذف الاجزاء غير المطلوبة من الكود البرمجي.

## روابط خارجية
- "OS "Red Star" - линуксоиды всех стран، соединяйтесь!" (بالروسية). 27 Feb 2010. Archived from the original on 2011-07-26.
- "North Korean Red Star operating system details emerge". بي بي سي نيوز. 6 أبريل 2010. مؤرشف من الأصل في 2020-07-06.
- 北 컴퓨터운영체제 붉은별 첫 분석 (بالكورية). Archived from the original on 2018-10-14.
- redstar-tools: A tool used for analyzing the system.